# 고구려의 관등
고구려의 관등은 고구려에 있어서의 관료의 등급이다.

## 개요
율령이 반포된 후부터 정비된 고구려의 관등은 수상격인 대대로(大對盧) 이하 태대형(太大兄)·울절(鬱折, 혹은 主薄)·태대사자(太大使者)·조의두대형(早衣頭大兄)·대사자(大使者)·대형(大兄)·수위사자(收位使者)·소사자(小使者)·소형(小兄)·제형(諸兄)·선인(仙人) 등 12등급으로 분화·발달되었다. 그 후 시대를 내려옴에 따라 그 내용이 변화하고 있는 점이 주목된다. 그러나 아직 관계(官階)와 관직(官職)이 분화되지 않은 상태였으며, 그 관계 체제는 대소 족장 세력의 전제 왕권에의 종속과 수취체제(收取體制)의 정비 과정 속에서 점차 정비되었다. 그 체계는 ‘형’과 ‘사자’의 두 계열로 나뉜다. ‘형’은 친족의 호칭 또는 연장자 족장의 의미를 포함하고 있으며 이것이 고대국가로 전환하는 과정에서 각기 상응하는 여러 ‘형’으로 개편되어 관직을 이룬 것이다. 그리고 원대 공부(貢賦) 징수의 직역(職役)을 의미하는 ‘사자’는 씨족원으로부터 등용되어 상위사자·대사자·대부사자 등 여러 관명을 이루었다. 이러한 과거의 복수적인 관료 체계가 복합되어 단일한 고구려의 관료 체계로 성립되었다. 그것은 또 사자·조의두대형·선인 등 원래의 부족장의 가신체제(家臣體制)가 분화되면서 패가·대로·주부·우태(優台) 등 중앙 관료 체제 속에 흡수되어 일원적인 집권 체제로 정비된 것이기도 하다.